# شمشاد دائم الخضرة
شمشاد دائم الخضرة أو شمشير دائم الخضرة أو بقس أو الكتم (الاسم العلمي:Buxus sempervirens) هو نوع من النباتات يتبع جنس الشمشاد من الفصيلة الشمشادية. وهو نبات يرتفع حتى 6 أمتار، ذو عروق خشبية قاسية.

## أسماؤه الشائعة بالعربية
البقس، شمشاد، شمشار (في الشام)، الخشب المبارك. وباليونانية يُلفظ بسقيس.

## بيئة النمو والتكاثر
ينبت في أوروبا وأفريقيا وآسيا في الأراضي الكلسية، والغابات والتلال وا الجبال حتى ارتفاع 1600 مترا.

## وصف النبتة
نبات يرتفع حتى 6 أمتار، خشبه قاسٍ، أوراقه دائمة الخضار طوال السنة، مغطاة بمادة شمعية لمّاعة. يحمل أزهارا صفراء صغيرة في الربيع مؤلفة من ثلاثة قررون وتحوي بذورا سوداء، طعمها شديد المرارة

## في الطب القديم
استعمل في الطب القديم كعقار لمعالجة انقباض الأمعاء، وتقوية الشعر، والصداع.

## معرض صور

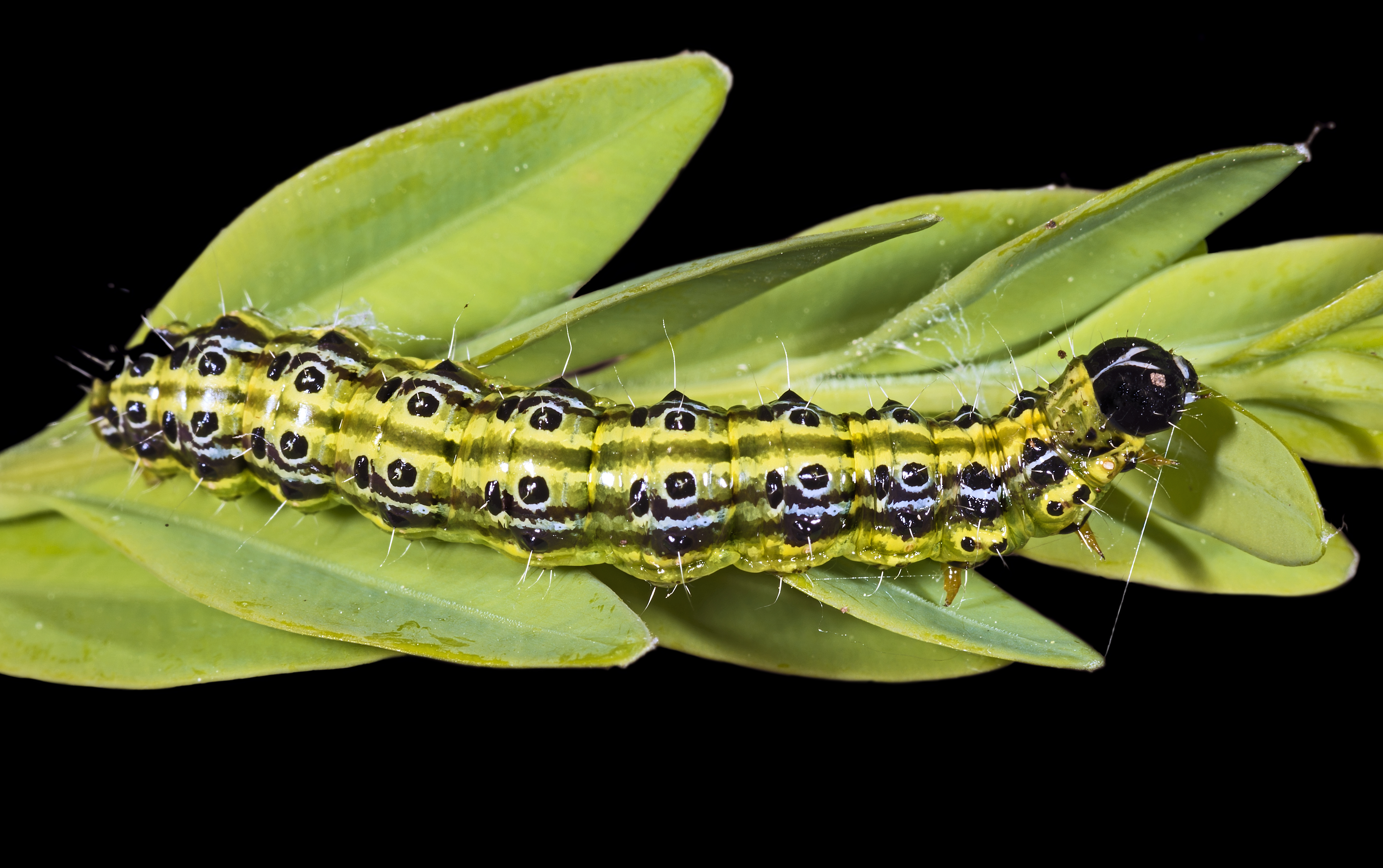
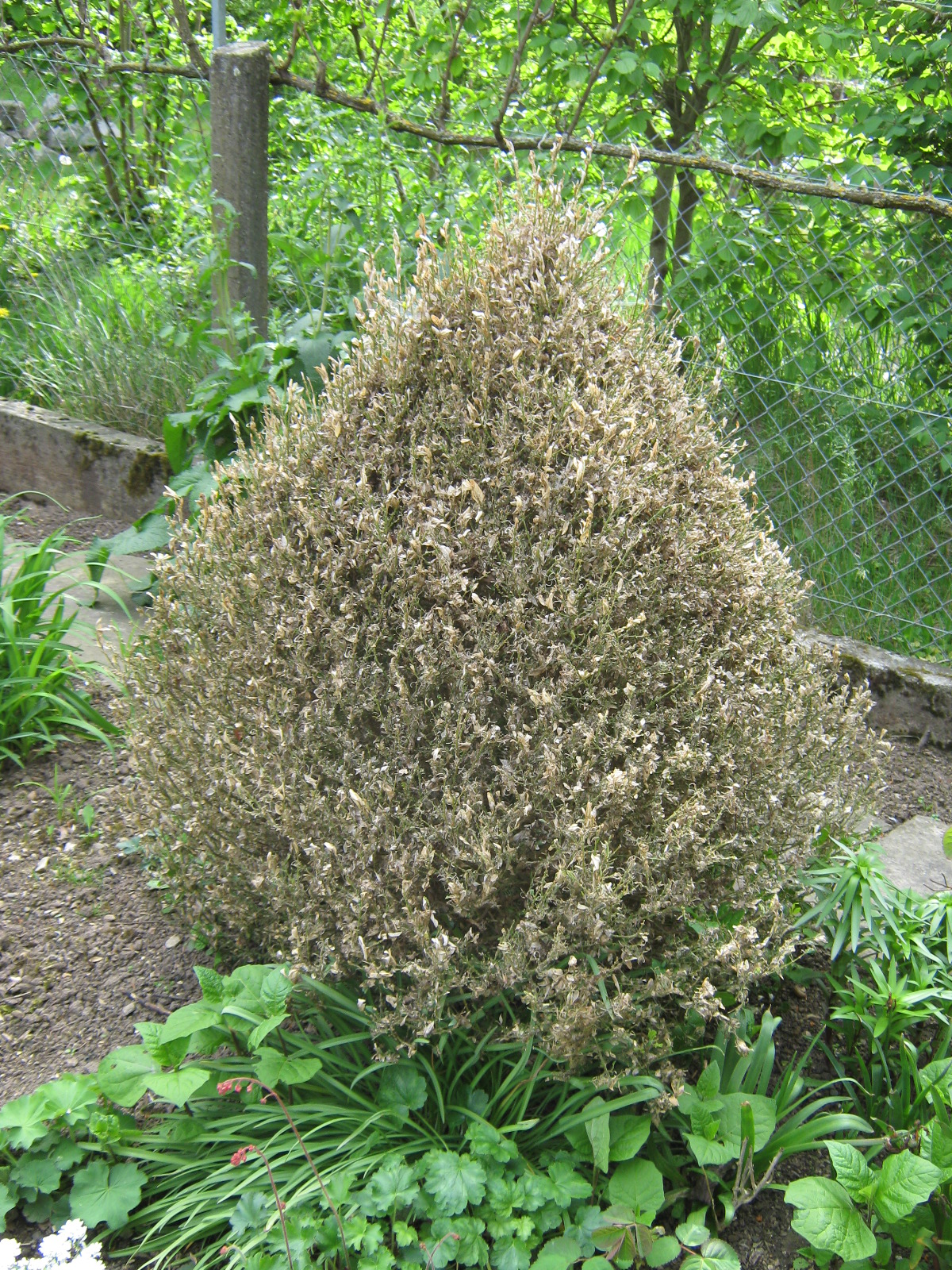
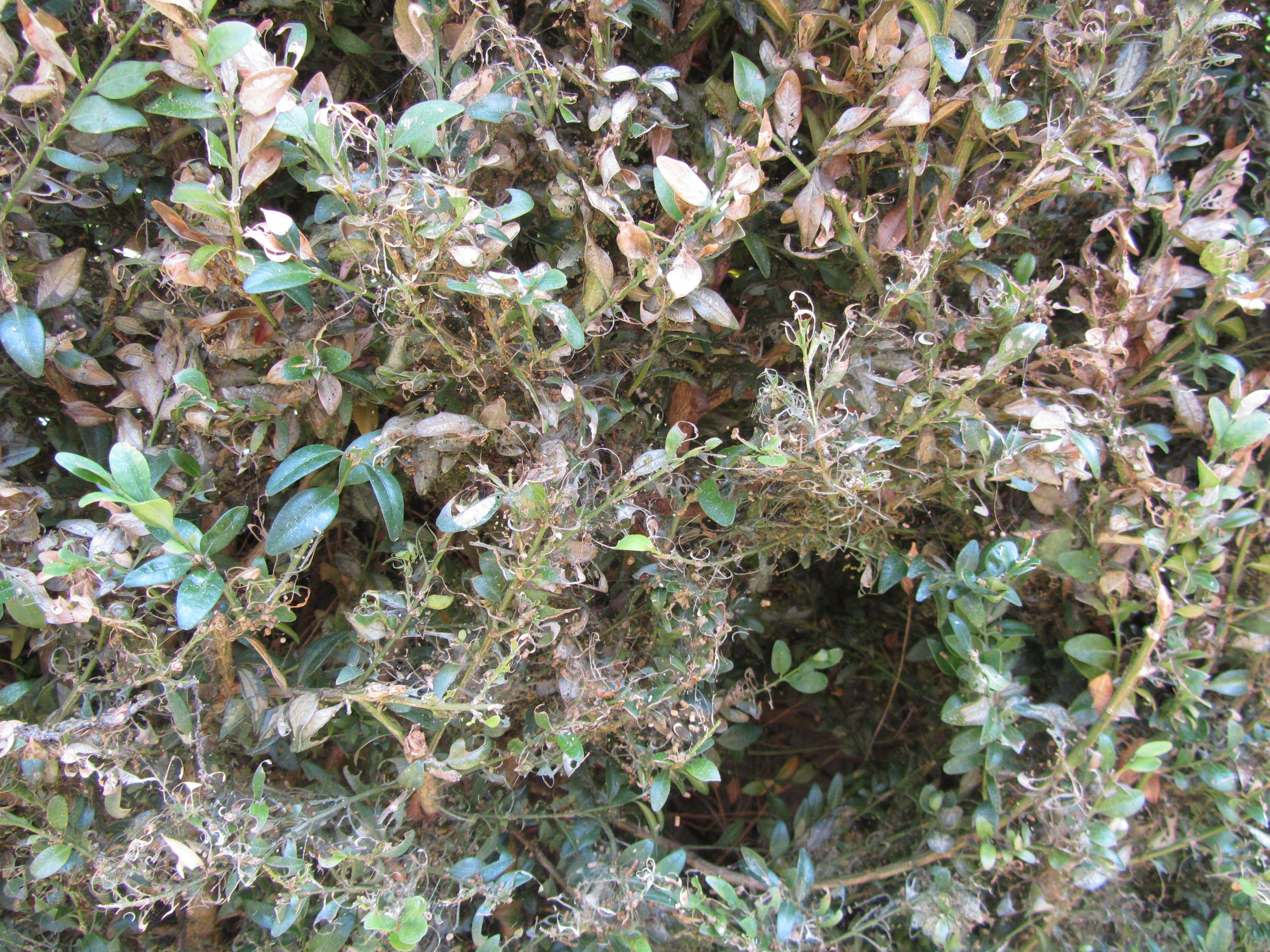
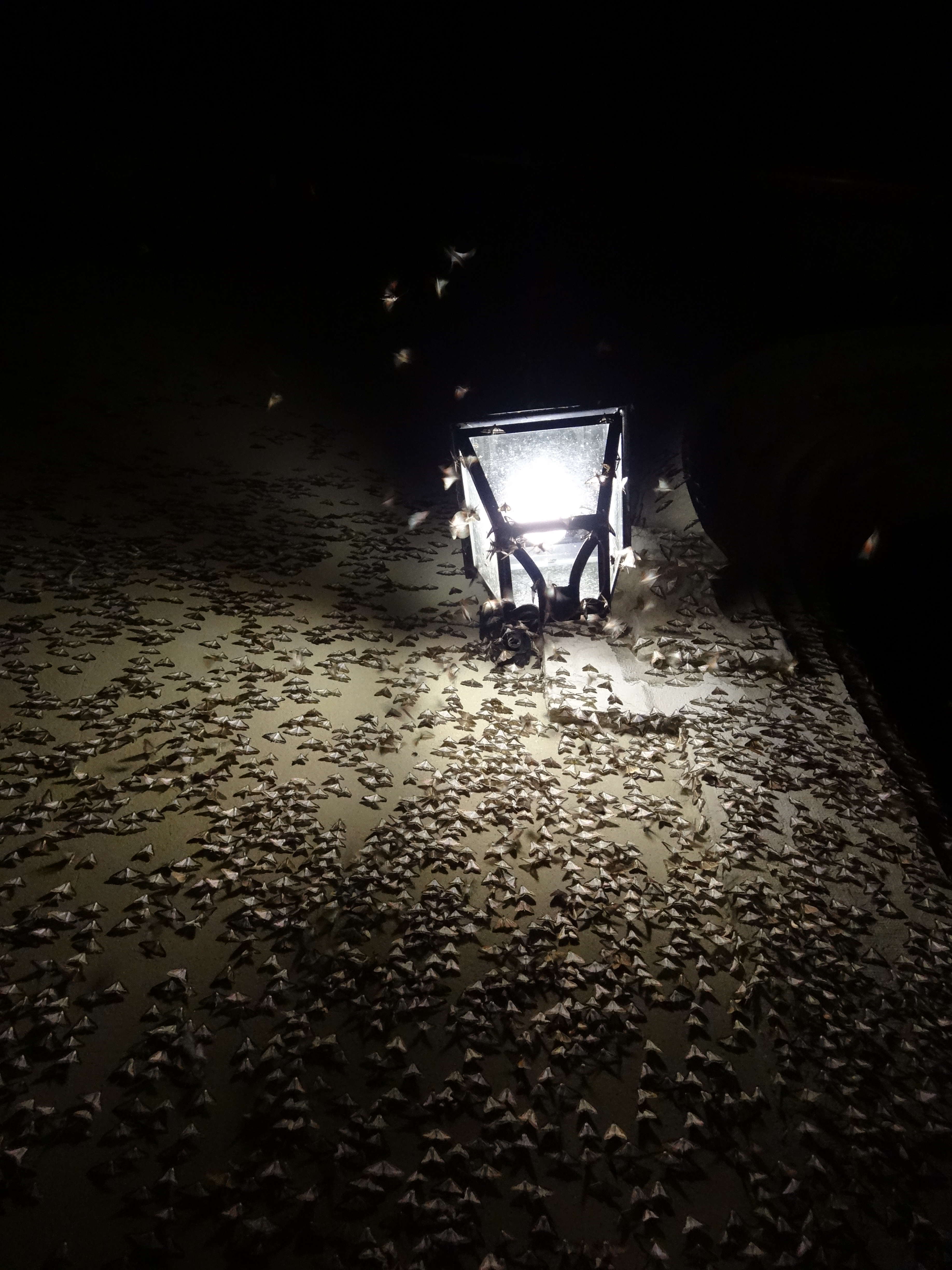
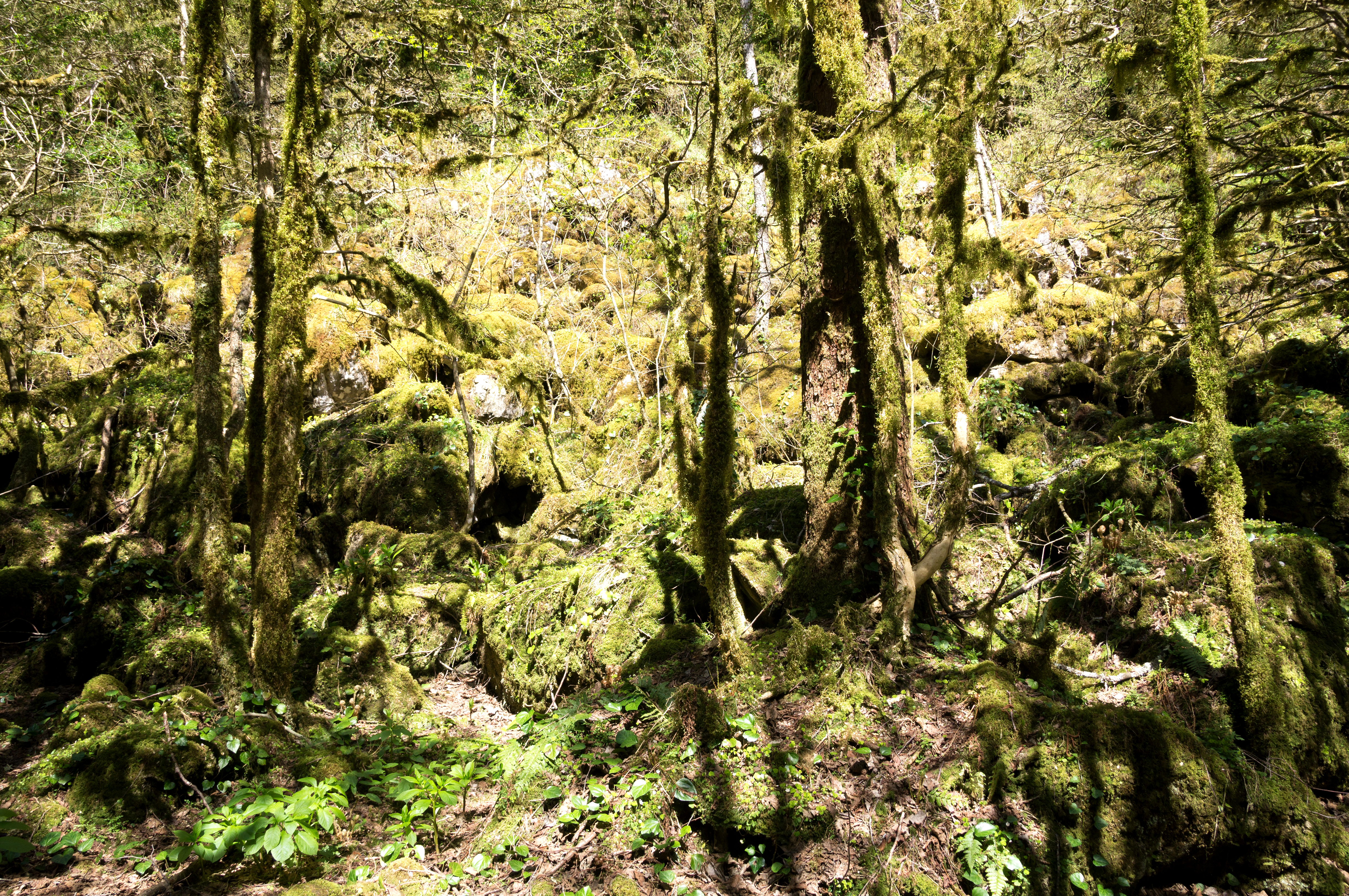
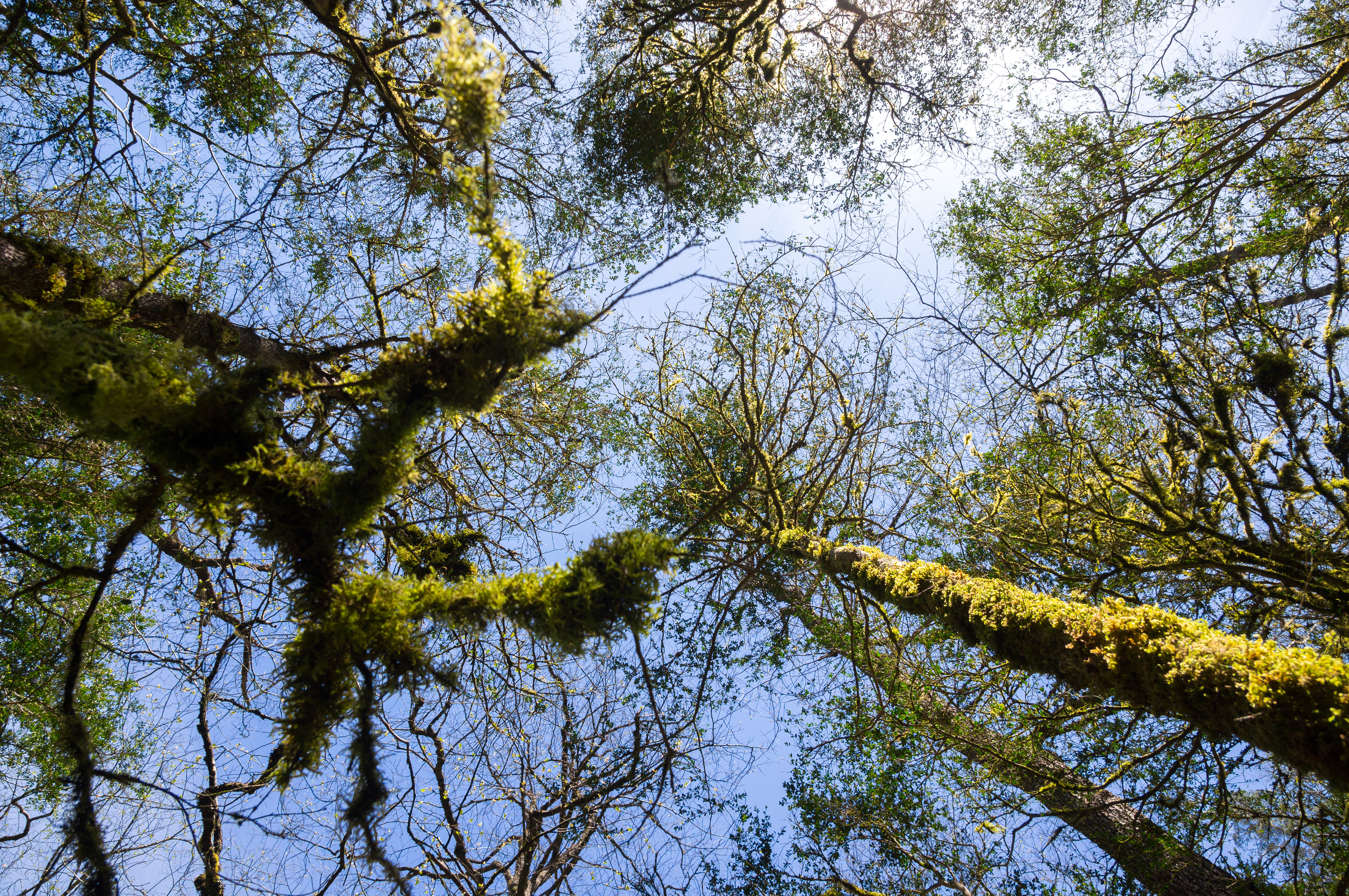

## العناصر الفعّالة
- الزيوت العطرية
- بوكسين BUXINE
- قلويدات ثانوية
- مواد عضوية TANIN